# Euthysanius lautus
Euthysanius lautus is een keversoort uit de familie Cebrionidae. De wetenschappelijke naam van de soort is voor het eerst geldig gepubliceerd in 1853 door LeConte.